# 波兰学
波兰学（波蘭語：filologia polska，或）是研究、记录和传播波兰语言和波兰文学的历史和现代形式的人文学科领域，属于欧洲研究和斯拉夫学。
波兰学的研究活动包括由从事波兰历史、文化、艺术和政治工作和教学的学者举办的会议、研讨会和书籍出版物。波兰学会（Polish Studies Association）是美国斯拉夫学促进会（American Association for the Advancement of Slavic Studies）的分支，旨在促进“关于波兰历史、文化、艺术、政治、经济和当代事务的学术信息交流，并寻求加强波兰与西方事务之间的联系。”